# Christopher Boeck
Christopher Nyholm Boeck (født 18. september 1850 i Ulstrup ved Nibe, død 22. februar 1932 i Fredensborg) var en dansk forfatter.
Boeck blev cand.theol. 1876. Han har skrevet flere lyriske digte og et par satiriske lystspil: Et Middagsselskab (1888; opført på Det Kgl. Teater) og Et kjøbenhavnsk Hjem (1892; opført på Casino og Folketeatret), et eventyrdrama En Foraarssaga (1896), der tør regnes blandt hans betydeligere arbejder, og en digtcyklus Berengaria (1898). Efter nogle års tavshed begyndte Boeck en frodig romanproduktion med fortællingen Unge Hjerter (1902) og fortsatte den med romanerne Livsmod (1904), let humoristisk farvet, den i tonen mere romantisk stemte og alvorligere Sangens Magt (1905); Arvingen til Skjoldnæs (1907); Raadhusklokkerne (1909); Et Julebarn (1913) m.fl.
1905 blev han titulær professor og 1907 Ridder af Dannebrog.
Han er begravet på Bispebjerg Kirkegård.